# Pax Whitehead
Pax Jeremy Whitehead (San Francisco, 25 marzo 1973) è un ex cestista statunitense con cittadinanza francese, professionista in Europa.

## Carriera
Whitehead cambia ateneo un anno dopo essere entrato alla Cornell University, passando alla Vanderbilt University: questo passaggio lo costringe a rimanere fermo per un anno di gioco a causa dei regolamenti NCAA.
Nel 1997 fa una rapida apparizione nella lega statunitense USBL prima di volare in Francia al Golbey-Épinal, rimanendovi per due stagioni in cui nel campionato Pro B segna rispettivamente 21,5 e 20,3 punti a partita. L'anno successivo il giocatore si trasferisce al Roanne, scendendo in campo in 9 occasioni.
Inizia la LNB Pro A 2000-2001 con la maglia del Besançon, club militante nella massima serie francese. In sette partite viaggia a 8,4 punti a gara, poi viene tagliato a stagione in corso.
Nel marzo 2001 viene tesserato dal Basket Rimini con lo status di passaportato per disputare le ultime cinque giornate del campionato di Serie A1 2000-2001. Whitehead parte due volte in quintetto base e tre dalla panchina, giocando in media 17,6 minuti e segnando 5,6 punti a partita. La squadra romagnola non riesce tuttavia a salvarsi e retrocede in Legadue. La parentesi riminese è stata l'ultima di Whitehead da giocatore professionista.